# Teoria de bandes

Representació esquemàtica de les bandes d'energia en un sòlid.

En física de l'estat sòlid, l'estructura de bandes electròniques (o simplement estructura de banda) d'un sòlid descriu els rangs d'energia en els que un electró té "prohibit" o "permès" estar. L'estructura de banda es deriva de la difracció de les ones d'electrons segons la mecànica quàntica d'una estructura cristal·lina periòdica en un determinat sistema cristal·lí i xarxa de Bravais. L'estructura de bandes d'un material determina diverses característiques, en particular, les propietats electròniques i òptiques del material.

## Per què les bandes es presenten en els materials
Els electrons d'un àtom aïllat només ocupen orbitals atòmics, que formen un conjunt discret de nivells d'energia. Si diversos àtoms s'uneixen en una molècula, els seus orbitals atòmics es divideixen, com en una oscil·lació acoblada. Això produeix una sèrie d'orbitals moleculars proporcional al nombre d'àtoms. Quan un gran nombre d'àtoms (de l'ordre de x1020 o més) s'uneixen per formar un sòlid, el nombre d'orbitals es fa massa gran. En conseqüència, la diferència d'energia entre ells és molt petita. Així, en els sòlids es formen nivells de bandes contínues d'energia en comptes dels nivells discrets d'energia dels àtoms aïllats. Sense importar el nombre d'àtoms que s'agrupin, alguns intervals d'energia no contenen orbitals formant la banda prohibida.
Dins d'una banda els nivells d'energia són tan nombrosos que tendeixen a considerar-se continus si es compleixen dos fets:
- En primer lloc, quan la separació entre els nivells d'energia en un sòlid és comparable amb l'energia que els electrons intercanvien constantment amb els fonons (oscil·lació atòmica).
- En segon lloc, quan és comparable amb la incertesa energètica a causa del principi d'incertesa de Heisenberg per intervals de temps raonablement llargs.

## Conceptes bàsics

Comparació de l'estructura de bandes electròniques dels metalls, semiconductors i aïllants.

Qualsevol sòlid té un gran nombre de bandes. En teoria, un sòlid pot tenir infinitat de bandes (igual que un àtom pot tenir un nombre infinit de nivells d'energia). Tot i així, hi ha molt poques bandes que es trobin a energies tan altes que qualsevol electró que arribés a aquestes energies s'escaparia del sòlid. Aquestes bandes no són tingudes en consideració.
Les bandes tenen diferents amplades, basant-se en les propietats dels orbitals atòmics dels àtoms que en formen part. A més, les bandes permeses es poden superposar, produint (a fins pràctics) una banda molt ampla.
- La banda de valència (BV): és ocupada pels electrons de valència dels àtoms, és a dir, aquells electrons que es troben en l'última capa o nivell energètic i que són els electrons que poden formar enllaços entre àtoms però no intervenen en la conducció elèctrica.
- La banda de conducció (BC): és ocupada pels electrons lliures, és a dir, aquells electrons que s'han deslligat dels seus àtoms i poden moure's fàcilment. Aquests electrons són els responsables de conduir el corrent elèctric.
- La banda prohibida o gap, que separa ambdues bandes i els electrons no s'hi poden estar.

En conseqüència, perquè un material sigui bon conductor del corrent elèctric hi ha d'haver una superposició entre la BC i la BV (cas dels metalls), de manera que els electrons puguin saltar fàcilment entre les bandes. Quan hi hagi una separació estreta entre les bandes d'energia, el material es comportarà com un semiconductor. Si la separació entre bandes electròniques és prou gran com per impedir el salt dels electrons el material es comportarà com un aïllant elèctric.
Com que un dels principals mecanismes perquè els electrons “saltin” a la banda de conducció es deu a l'energia tèrmica, la conductivitat dels semiconductors és fortament dependent de la temperatura del material.
Aquesta banda prohibida és un dels aspectes més útils de l'estructura de bandes, ja que influeix fortament en les propietats elèctriques i òptiques del material. Els electrons es poden transferir d'una banda a l'altra per mitjà de la generació de portadors i els processos de recombinació. La banda prohibida i el defecte d'estats creat a la banda prohibida pel dopatge pot ser utilitzat per crear dispositius semiconductors com ara cèl·lules solars, díodes, transistors, díodes làser, i altres.

### Simetria

Diagrama de la primera zona de Brillouin d'una estructura cara-centrada cúbica (FCC) que mostra les etiquetes de simetria.

Una visió més completa de l'estructura de la banda té en compte la naturalesa periòdica d'una estructura cristal·lina amb les operacions de simetria que formen un grup espacial. L'equació de Schrödinger es resol per al cristall, que té les ones de Bloch com a solucions:
{\displaystyle \psi _{n\mathbf {k} }(\mathbf {r} )=e^{i\mathbf {k} \cdot \mathbf {r} }u_{n\mathbf {k} }(\mathbf {r} )},
on k és el vector d'ona, i es relaciona amb la direcció del moviment de l'electró en el cristall, i n és l'índex de la banda, que simplement és el nombre de les bandes d'energia. El vector d'ona k pren valors dins de la zona de Brillouin (BZ) que correspon a l'estructura cristal·lina, i particulars direccions/punts en el BZ se'ls assignen noms convencionals com Γ, Δ, Λ, Σ, etc. Aquestes direccions/punts es mostren a la cara centrada de l'estructura geomètrica.

### Estructures de bandes en diferents tipus de sòlids
Tot i que les estructures electròniques de banda s'associen generalment amb materials cristal·lins, els materials policristal·lins i sòlids amorfs també poden presentar estructures de bandes. Tot i així, el caràcter periòdic i les propietats de simetria dels materials cristal·lins fa que sigui molt més fàcil d'examinar l'estructura de bandes d'aquests materials. A més, els eixos de simetria ben definida dels materials cristal·lins permeten determinar la relació de dispersió entre l'impuls (una quantitat del vector de 3 dimensions) i l'energia d'un material. Com a resultat d'això, pràcticament tots els treballs teòrics existents en l'estructura de bandes electròniques dels sòlids s'ha centrat en els materials cristal·lins.

### Densitat d'estats
Mentre que la densitat d'estats energètics en una banda pot ser molt gran per a alguns materials, potser no sigui uniforme. S'aproxima a zero en els límits de la banda, i és generalment més a prop de la meitat d'una banda. La densitat d'estats per al model d'electrons lliures en tres dimensions ve donada per:
{\displaystyle D(\epsilon )={\frac {V}{2\pi ^{2}}}\left({\frac {2m}{\hbar ^{2}}}\right)^{3/2}\epsilon ^{1/2}}

### Ompliment de les bandes
Encara que el nombre d'estats en totes les bandes és efectivament infinit, en un material sense càrrega el nombre d'electrons és igual al nombre de protons en els àtoms del material. Per tant, no tots els estats estan ocupats per electrons en qualsevol moment. La probabilitat que cap Estat en particular s'ompli a qualsevol temperatura està donada per l'estadística de Fermi-Dirac. La probabilitat està donada per la següent expressió:
{\displaystyle f(E)={\frac {1}{1+i^{\frac {I-\mu }{k_{B}T}}}}}
on:
- kB és la constant de Boltzmann.
- T és la temperatura
- µ és el potencial químic o nivell de Fermi, que en un metall a temperatura ambient és essencialment equivalent a l'energia de Fermi (EF).

El nivell de Fermi, naturalment, és el nivell en què els electrons i els protons estan en equilibri.
Per T=0 la distribució és una simple funció esglaonada:
{\displaystyle f(E)={\begin{cases}1&{\mbox{si}}\ 0<E\leq E_{F}\\0&{\mbox{si}}\ E_{F}<E\end{cases}}}
A temperatures properes al zero, el pas dels electrons se "suavitza", de forma que un nombre apreciable dels estats per sota del nivell de Fermi estan buits i alguns estats per sobre del nivell de Fermi estan plens.